# Bediako Asare
Bediako Asare este un jurnalist și scriitor ghanez.